# Muntanyes Wuling
Les muntanyes Wuling (xinès tradicional: 武陵山脈, xinès simplificat: 武陵山脉, pinyin: Wǔlíng Shānmài) és una serralada situada al centre de la Xina, que va des del municipi de Chongqing i Guizhou oriental fins a Hunan occidental. Formen serralades semblants a les de Zhangjiajie. Són la llar de molts grups ètnics, com ara els Tujia, Han, Miao, Dong i Bai.

## Wulingyuan
La zona d'interès històric i paisatgístic de Wulingyuan és Patrimoni de la Humanitat per la UNESCO a la serralada de Wuling, destacada pels seus més de 3.000 pilars i cims de pedra sorrenca de quarsita a la major part del lloc, juntament amb molts barrancs i congostos entre ells amb rierols, piscines i cascades.

## Fanjingshan
Fanjingshan o Mont Fanjing, situat a la província de Guizhou, és el cim més alt de la serralada Wuling, a una altitud de 2,570 m (8,430 ft). La Reserva Natural Nacional de Fanjingshan es va establir el 1978. Va ser designada Reserva de la Biosfera per la UNESCO el 1986 i Patrimoni de la Humanitat el 2018.